# Silvia Salgado Andrade
Silvia Betzabeth Salgado Andrade (Ibarra, 1 de julio de 1960) es una licenciada y política ecuatoriana.

## Biografía
Nació el 1 de julio de 1960 en Ibarra, provincia de Imbabura. Realizó sus estudios secundarios en el colegio de señoritas Ibarra y los superiores en la Universidad Técnica del Norte, donde obtuvo el título de licenciada en ciencias de la educación.
Desde temprana edad estuvo inmersa en actividades políticas. Durante sus años universitarios fue presidenta del núcleo de Imbabura de la Federación de Estudiantes Universitarios de Ecuador y representante del Frente Revolucionario de Izquierda Universitaria. En 1976 se afilió al Partido Socialista Ecuatoriano.
En 1988 fue elegida concejala de Ibarra, ocupando el cargo hasta 1991. En 1990 ingresó al Congreso Nacional liderando el grupo de mujeres denominado Montoneras Patria Libre y realizó la entrega simbólica de la presidencia del parlamento al socialista Edelberto Bonilla.
En 2002 volvió a ser electa concejala de Ibarra. Para las elecciones seccionales de 2004 se convirtió en la primera mujer en participar como candidata a la alcaldía de Ibarra, pero perdió ante Pablo Jurado, del partido Izquierda Democrática.
En las elecciones legislativas de 2006 fue elegida diputada nacional en representación de la provincia de Imbabura por la alianza entre el Partido Socialista Ecuatoriano y los movimientos Pachakutik y Nuevo País. Dentro del Congreso dirigió la comisión de la mujer, el niño, la juventud y la familia. En noviembre de 2007 fue cesada de su cargo junto al resto de diputados por la Asamblea Constituyente de 2007.
En las elecciones legislativas de 2009 fue elegida asambleísta nacional por el movimiento oficialista Alianza PAIS. Durante su tiempo en la Asamblea se desempeñó como presidenta de la comisión de fiscalización y control político.
En las elecciones generales de 2013 fue elegida parlamentaria andina como cuota de la alianza entre el Partido Socialista Ecuatoriano y el movimiento Alianza PAIS.